# Litschen

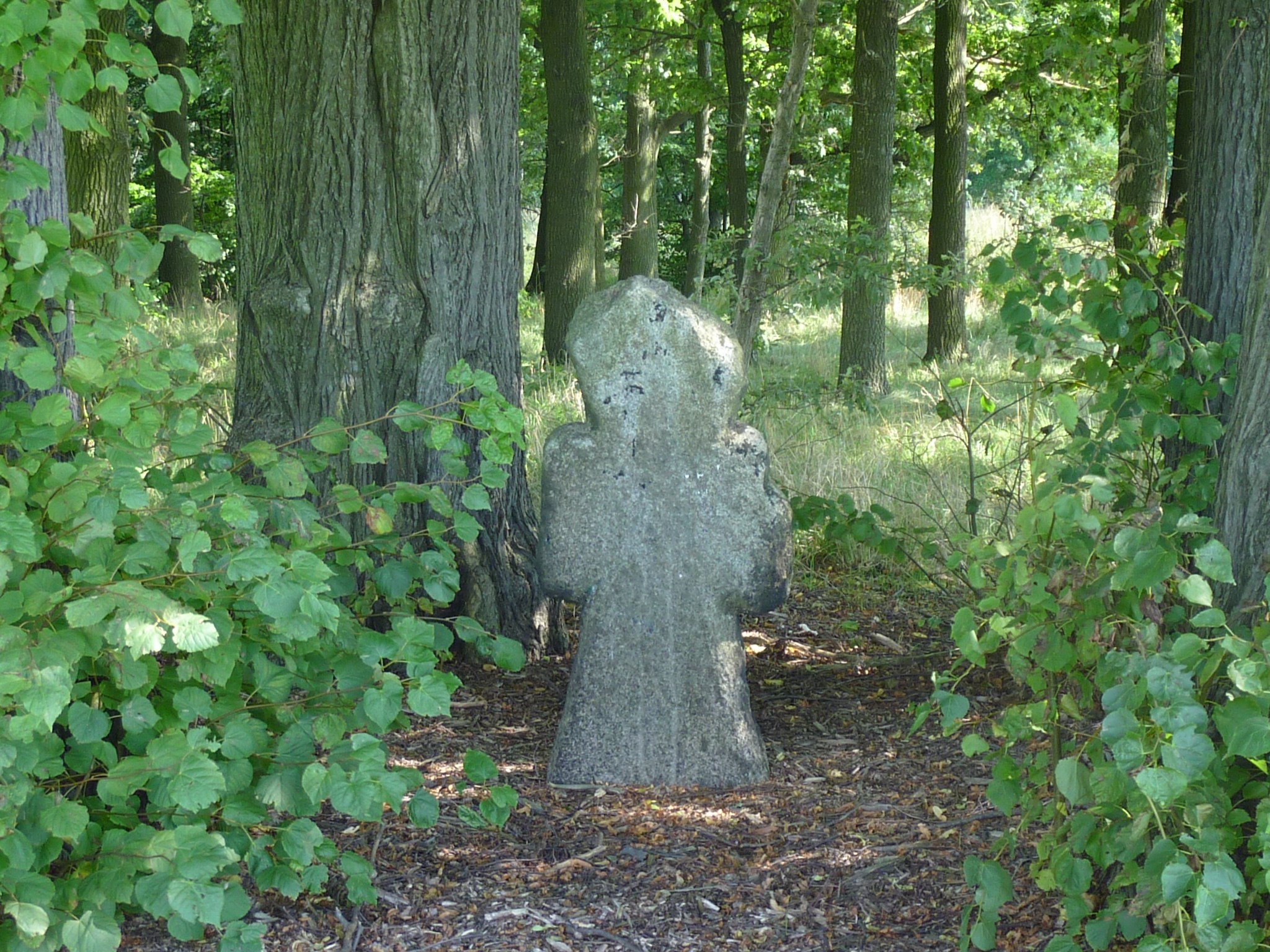
Steinkreuz in Litschen

Litschen, obersorbisch Złyčinⓘ, ist ein Dorf im Norden des sächsischen Landkreises Bautzen. Der Ort befindet sich unweit vom Silbersee. Er zählt zum offiziellen sorbischen Siedlungsgebiet in der Oberlausitz und gehört zur Gemeinde Lohsa.

## Geographie
Litschen befindet sich etwa einen Kilometer von Friedersdorf entfernt. Im Osten ist Driewitz der nächstgelegene Ort. Die Driewitz-Milkeler Heiden grenzen an den Ort, mit etwa 20 km² eines der größten unbesiedelten Waldgebiete der Lausitz.

## Geschichte

### Ortsgeschichte
Die erste urkundliche Erwähnung des Ortes erfolgte 1343 als Litzen. Der Ort ist aber vermutlich wesentlich älter, was durch Ausgrabungsfunde bei Lohsa vermutet wird.
Im ausgehenden Mittelalter siedelten sich Holzarbeiter an. Die Existenz des Rittergutes Litschen ist für das Jahr 1509 belegt.
Am Lohsaer Bauernaufstand im Jahr 1794, der durch den Wegfall eines Feiertages ausgelöst wurde, waren auch Litschener beteiligt.
Infolge des Wiener Kongresses musste 1815 ein Teil Sachsens an Preußen abgegeben werden, auch der Teil der Oberlausitz, in dem Litschen lag. Durch Bildung des Landkreises Hoyerswerda kam Litschen 1825 von der Provinz Brandenburg zur Provinz Schlesien.
Erst nach dem Zweiten Weltkrieg kam Litschen wieder an das Land Sachsen, wurde bei der Verwaltungsreform von 1952 jedoch mit dem verkleinerten Kreis Hoyerswerda dem Bezirk Cottbus zugeschlagen. Bis 1994 blieb Litschen eine eigenständige Gemeinde, seitdem gehört es zu Lohsa.

### Ortsname
Urkundlich überlieferte Formen des Ortsnamens sind Litzen (1343), Lytczschin (1516), Litschen (1533), Litzschen (1537), Litzschen (1551) und schließlich Litzschen (1791). Leider lässt sich heute kein genauer Zeitpunkt mehr bestimmen, ab wann der Ort seinen heutigen Namen bekommen hat.

### Bevölkerung und Sprache
| Datum | Einwohner |
| ----- | --------- |
| 1825  | 262       |
| 1871  | 313       |
| 1885  | 268       |
| 1905  | 247       |
| 1905  | 237       |
| 1925  | 246       |
| 1939  | 271       |
| 1946  | 330       |
| 1950  | 636       |
| 1964  | 631       |
| 1990  | 784       |
| 2007  | 312       |
| 2009  | 294       |
| 2016  | 275       |

Für seine Statistik über die sorbische Bevölkerung in der Oberlausitz ermittelte Arnošt Muka in den achtziger Jahren des 19. Jahrhunderts eine Bevölkerungszahl von 276, darunter 268 Sorben (97 %) und nur acht Deutsche. Ernst Tschernik zählte 1956 in der Gemeinde Litschen einen sorbischsprachigen Anteil von noch 65,5 % der Bevölkerung. Seitdem ist der Gebrauch des Sorbischen im Ort weiter stark zurückgegangen.

## Wirtschaft
In Litschen sind zahlreiche Kleinunternehmer ansässig. Es gibt viele Teiche, die zur Fischzucht genutzt werden, außerdem viel Wald, der forstwirtschaftlich genutzt wird.

### Verkehr
Die Bahnstrecke Węgliniec–Roßlau verläuft unmittelbar in der Nähe des Ortes. Der nächste Haltepunkt befindet sich in Lohsa.

## Persönlichkeiten
Der sorbische Komponist und zeitweilige Vorsitzende der Domowina Jan Paul Nagel (Jan Pawoł Nagel, 1934–97) lebte lange Zeit in Litschen.